# Noel Loban
Noel Loban (* 28. dubna 1957 Wimbledon, Velká Británie) je bývalý britský zápasník, volnostylař. V roce 1984 na olympijských hrách v Los Angeles v kategorii do 90 kg vybojoval bronzovou medaili a v roce 1988 na hrách v Soulu v kategorii do 100 kg vybojoval sedmé místo.
V roce 1987 vybojoval čtvrté místo na mistrovství světa. V roce 1988 vybojoval druhé a v roce 1984 sedmé místo na mistrovství Evropy. V roce 1987 vyhrál na mistrovství Commonwealthu. V roce 1994 skončil druhý na hrách Commonwealthu.